# 386 до н. е.

## Події
- В Римі військовий трибун з консульською владою Луцій Квінкцій Цинціннат.
- До влади у Вірменії приходить Багам.
- В Римі військові трибуни — Марк Фурій Камілл, Сервій Корнелій Малугінен, Квінт Сервілій Фіденат, Луцій Квінкцій Цинціннат, Луцій Горацій Пульвілл, Публій Валерій Потіто Публікола.
- Коринф формально стає незалежним.

## Померли
- Армог — гайкід Вірменії.